# Râul Danța
Râul Danța este un curs de apă, afluent al râului Valea Vițeilor. 